# LILO

LILO é um acrónimo para a expressão inglesa LInux LOader que, em português significa carregador de linux. É um boot manager, gestor de arranque ou gerenciador de Sistemas Operacionais. Permite configurar o arranque (Boot) de múltiplos sistemas operativos na mesma máquina (não simultaneamente). Para isso, instala-se nos primeiros 446 bytes de qualquer dispositivo de armazenamento (MBR), imediatamente antes da tabela de partições. Como tal, é independente do(s) sistema(s) operativo(s) instalado(s) e seus sistemas de ficheiros, mas é, obrigatoriamente, escrito em código-máquina, i.e., fortemente dependente da plataforma. 
O LILO permite escolher um de dezesseis núcleos possíveis, cada um contendo opções específicas.

## ELILO
Para PCs baseados em EFI o boot loader agora orfão ELILO foi desenvolido, originalmente pela Hewlett-Packard para sistemas IA-64, porém mais tarde também para os padrões de hardware i386 e amd64 com suporte a EFI.

Em qualquer versão de Linux rodando em hardware Machintosh baseado em Intel, ELILO é um dos bootloaders disponíveis.[ligação inativa]

Ele suporta boot da rede usando TFTP/DHCP.